# 林高生
林 高生（はやし たかお、1971年12月18日 - ）は、日本の実業家。株式会社エイチーム創業者・代表取締役社長。

## 人物・来歴
岐阜県土岐市で陶芸家の父のもと、5人兄弟の長男として生まれる。祖父も製陶業を営んでおり、裕福だった。小学校2年生のときに祖父が亡くなり、翌年父親も大腸がんで急死。母親が喫茶店を経営するなどして生計をたて、消費者金融からの借金が2000万あるような貧しい生活を送った。
ぴゅう太をきっかけにプログラミングに熱中するようになり、成績が落ちて県立高校の受験に失敗し、多治見市立多治見中学校卒業後、私立高校には進学せず、家の喫茶店の手伝いやアルバイトをして生活した。大学入学資格検定には合格したが、自宅が差押えとなり大学進学を断念。名古屋市で新聞配達の仕事をしたり、多治見市で学習塾の経営をして生活をした。
1997年土岐市内の自宅でエイチームを創業。名前の由来は好きなドラマだった特攻野郎Aチームから。2000年多治見市にエイチーム設立、代表取締役社長就任。
「みんなで幸せになれる会社にすること」を経営理念にし、携帯電話ゲームのヒットなどで、2012年に東京証券取引所マザーズに上場し、同年マザーズからの昇格最短記録で東京証券取引所市場第一部に上場を果たした。